# Mosquée Ibn Touloun
La mosquée Ibn Touloun (arabe : مسجد إبن طولون, romanisé : Masjid Ibn Ṭūlūn), au Caire en Égypte est la plus ancienne mosquée de cette ville qui soit dans son état originel et l'un des plus anciens monuments islamiques du pays,,. C'est aussi la plus vaste en termes de surface au sol. Elle se trouve non loin de la citadelle de Saladin et de la mosquée du sultan Hassan. Sa ziyada (espace libre entre les murs de la mosquée et le mur extérieur) et son minaret en forme de spirale rappellent ceux de la grande mosquée de Samarra, édifiée quelques décennies auparavant. 
Sa construction a été ordonnée par Ahmad Ibn Touloun, fondateur de la dynastie turque des Toulounides qui gouverna l'Égypte de manière autonome du califat abbasside de 868 à 905. Selon l'historien égyptien Al Maqrîzî, la construction de l'édifice commença en 876 ; une inscription date son achèvement de l'an 265 du calendrier hégirien, c’est-à-dire l'année 879 de notre ère.

## Galerie

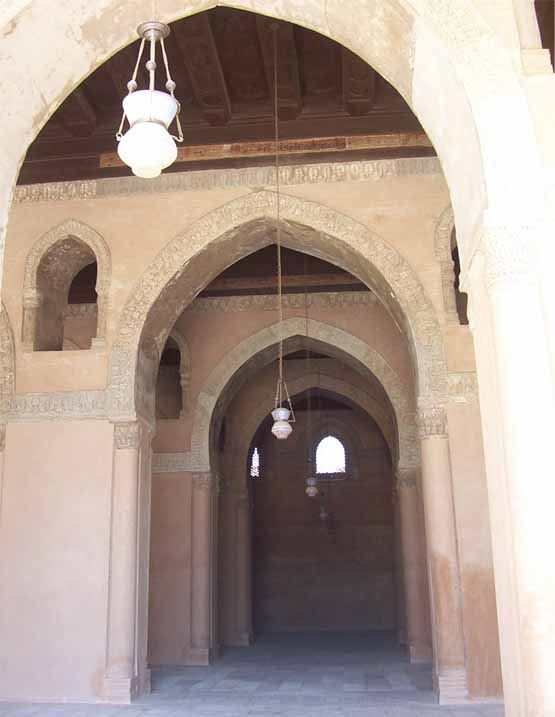
Une multitude de voûtes à l'intérieur.
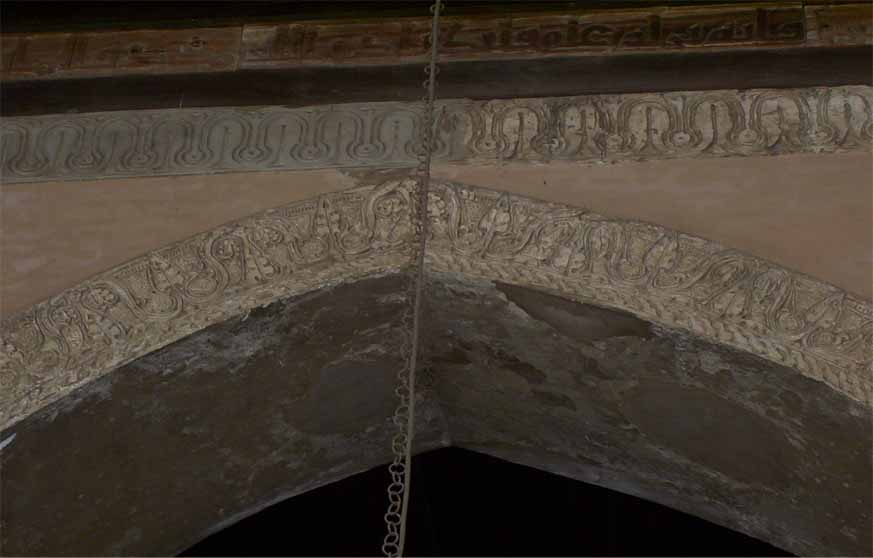
Détail des voûtes.
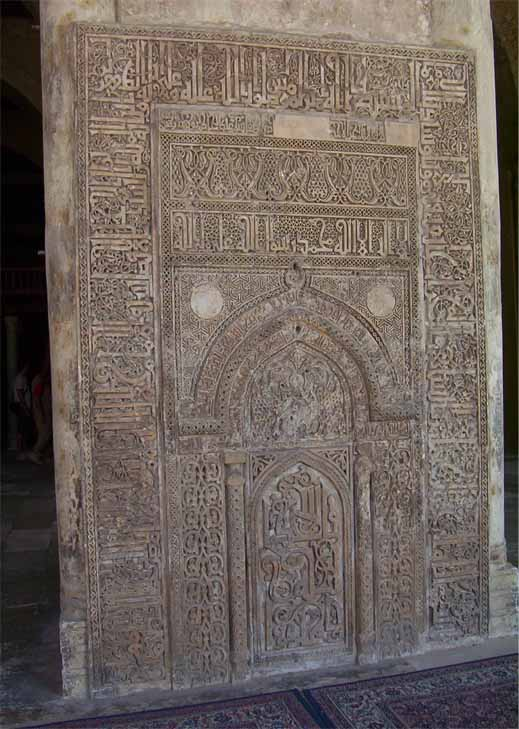
Chaque pilier est orné d'inscriptions religieuses.
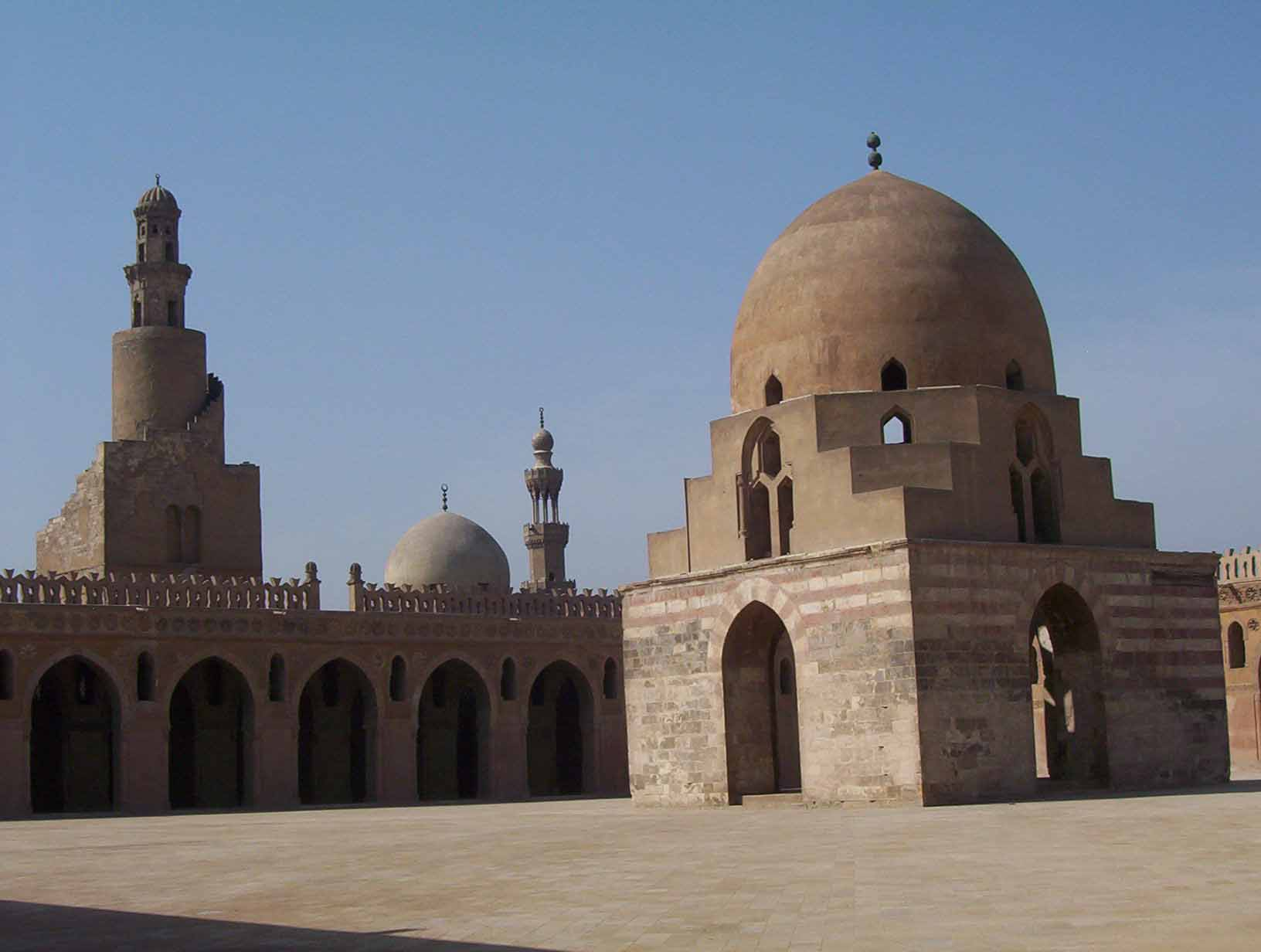
La salle d'ablutions est située au centre de la cour de la mosquée.
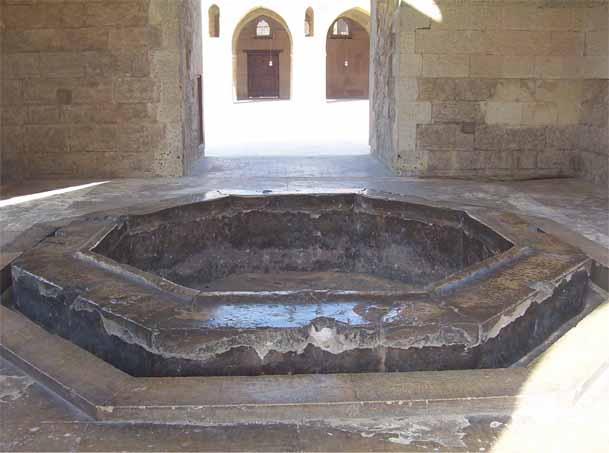
Intérieur de la salle d'ablutions.
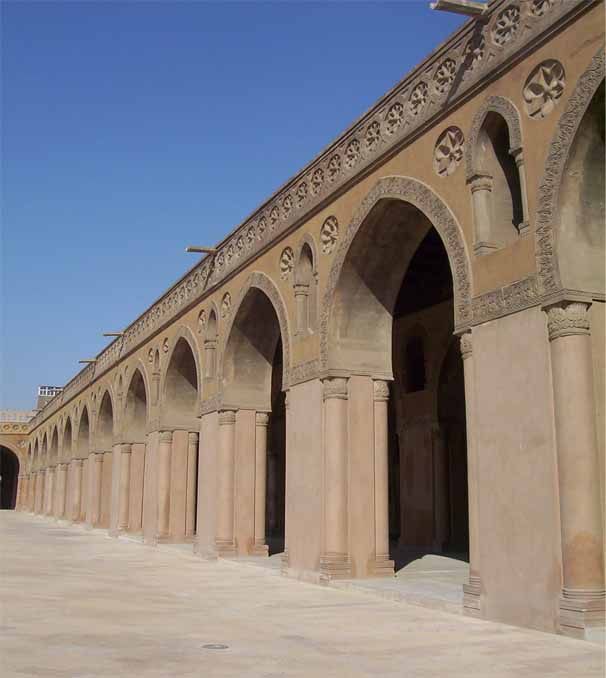
La grande cour intérieure est ornée de voûtes donnant sur le couloir de la mosquée